# Bolinao
Bolinao là một đô thị hạng 1 ở tỉnh Pangasinan, Philippines. Theo điều tra dân số năm 2007, đô thị này có dân số 69.568 người trong 12.182 hộ.

## Barangays
Bolinao được chia thành 30 barangay.
| - Arnedo - Balingasay - Binabalian - Cabuyao - Catuday - Catungi - Concordia (Pob.) - Culang - Dewey - Estanza - Germinal (Pob.) - Goyoden - Ilog-Malino - Lambes - Liwa-liwa (Aliw-Aliw) | - Lucero - Luciente 1.0 (J.Celeste) - Luciente 2.0 - Luna - Patar - Pilar - Salud - Samang Norte - Samang Sur - Sampaloc - San Roque - Tara - Tupa - Victory - Zaragoza |